# Rock ’N Roll Train
«Rock ’N’ Roll Train» — песня австралийской рок-группы AC/DC. Это первый трек из альбома Black Ice, появившийся на радио. Группа выпустила 7-дюймовый виниловый сингл с песней  «War Machine» на стороне Б.
Первоначально композицию хотели назвать «Runaway Train». Её впервые услышали поклонники группы 15 августа 2008 года в Лондоне во время съемок клипа.
Песня открывала все концерты группы во время тура Black Ice World Tour.

## Участники записи
- Брайан Джонсон — вокал
- Ангус Янг — соло-гитара
- Малькольм Янг — ритм-гитара, бэк-вокал
- Клифф Уильямс — бас-гитара, бэк-вокал
- Фил Радд — ударные

## Список композиций
| №  | Название              | Длительность |
| -- | --------------------- | ------------ |
| 1. | «Rock ’N’ Roll Train» | 4:21         |

| №  | Название      | Длительность |
| -- | ------------- | ------------ |
| 1. | «War Machine» | 3:09         |

## Музыкальное видео
15 августа 2008 года AC/DC сняли музыкальный клип в Лондоне, где присутствовали 150 победителей конкурса и их гости. Премьера клипа состоялась 19 сентября на официальном сайте группы.
23 октября 2008 года группа выпустила музыкальное видео в формате ASCII с иллюстрациями в формате Microsoft Excel — это первое музыкальное видео, созданное в таком формате.

## Награды
В 2009 году «Rock ’N’ Roll Train» был номинирован на премию Грэмми в категории «Лучшее вокальное рок-исполнение дуэтом или группой». Она также получила премию APRA за самое популярное австралийское произведение за рубежом.

## Позиции в чартах
| Чарты (2008)                        | Позиция |
| ----------------------------------- | ------- |
| Канада (Canadian Hot 100)           | 45      |
| Япония (Japan Hot 100)              | 44      |
| США Mainstream Rock (Billboard)     | 1       |
| США Alternative Airplay (Billboard) | 25      |
| США Dance Club Songs (Billboard)    | 30      |

## Сертификация
| Регион                                                                      | Сертификация | Продажи |
| --------------------------------------------------------------------------- | ------------ | ------- |
| Бразилия (ABPD)                                                             | Платиновый   | 60 000  |
| Канада (Music Canada)                                                       | Платиновый   | 80 000  |
| Новая Зеландия (RMNZ)                                                       | Золотой      | 15 000  |
| Данные о продажах + прослушиваниях приведены только на основе сертификации. |              |         |